# チェザーナ・ブリアンツァ
チェザーナ・ブリアンツァ（伊: Cesana Brianza）は、イタリア共和国ロンバルディア州レッコ県にある、人口約2,400人の基礎自治体（コムーネ）。

## 地理

### 位置・広がり
レッコ県南部、ブリアンツァ地方のコムーネ。県都レッコから西南西へ9km、州都ミラノから北北東へ40kmの距離にある。アンノーネ湖とプジアーノ湖に挟まれたコムーネである。

#### 隣接コムーネ
隣接するコムーネは以下の通り。括弧内のCOはコモ県所属を示す。
- アンノーネ・ディ・ブリアンツァ
- ボジージオ・パリーニ
- カンツォ (CO)
- チヴァーテ
- エウピーリオ (CO)
- プジアーノ (CO)
- スエッロ

### 気候分類・地震分類
気候分類では、zona E, 2496 GGに分類される。
また、イタリアの地震リスク階級 (it) では、zona 3 (sismicità bassa) に分類される。

## 行政

### 山岳部共同体
レッコ県とベルガモ県にまたがる広域自治体「ラーリオ・オリエターレ＝ヴァッレ・サン・マルティノ山岳部共同体」  (it:Comunità montana Lario Orientale - Valle San Martino)  （事務所所在地: ガルビアーテ）を構成する自治体のひとつである。